# 비아 나노

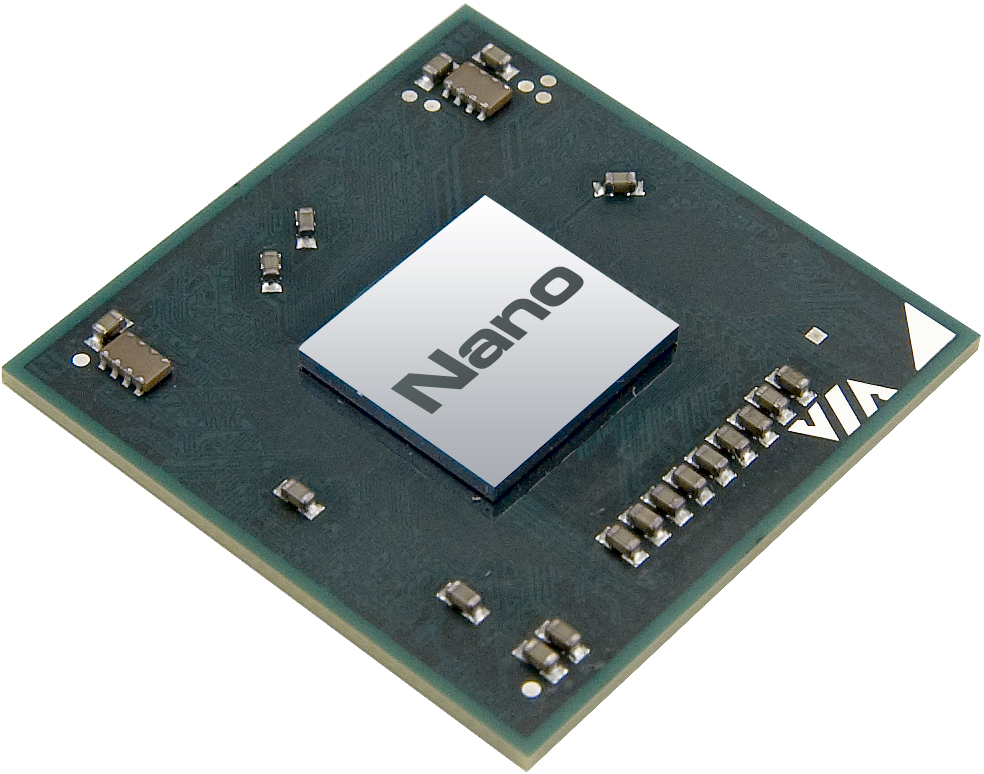
비아 나노

비아 나노(VIA Nano, 코드 이름: VIA Isaiah)는 비아 테크놀로지스가 2004년에 발표한 개인용 컴퓨터용 64비트 중앙 처리 장치이다.
2007년에 비아는 CPU 부서인 켄토어 테크놀로지(Centaur Technology)가 지난 4년 동안 새로운 아키텍처를 개발하고 있었음을 공표하였다. 이 새로운 아키텍처는 2008년 초 출시에 맞추어 디자인하였다.
2008년 1월 24일에 이 디자인이 공개되었으며 하나의 프로세서만이 아니라 비아 이사야 64비트 아키텍처로 선보이게 되었다.
2008년 5월 28일에 비아는 이사야 기반의 프로세서를 표준 버전과 저전력 버전으로 라인업을 끝냈으며 나노 프로세서 브랜드도 소개한다고 공표하였다.
인텔과 AMD와 달리 비아는 CPU 코어들 각각에 두 개의 구별된 코드 이름을 사용하고 있다. 이때 코드이름 CN은 Centaur Technology가 미국에서 사용하는 것이다. "이사야"라는 성경 속 인물의 이름은 중화민국에서 사용하며 이 이름은 특정한 프로세서와 아키텍처에 쓰인다.
비아 이사야는 이전 세대의 비아 C7과 비교하여 같은 클럭 속도 대에서 부동소수점 성능이 4배, 정수 성능에 2배나 빠르다고 예측하고 있다. 소비 전력 또한 열 설계 전력이 5~25W에 이를만큼 이전 세대의 비아 CPU보다 더 나을 것으로 보고 있다.
완전히 새로운 디자인이 된 이사야 아키텍처는 x86-64 명령어 집합, 가상화 기술과 같은 기능들을 지원하며 이러한 기능들은 비아 C7 라인과 같은 이전의 비아 마이크로프로세서에서는 사용할 수 없었던 것들이다.

## 대략적인 특징
- 코드이름 CN.
- x86-64 명령어 구조
- 65nm 또는 45nm의 제조 공정
- 25W TDP (2.0GHz)

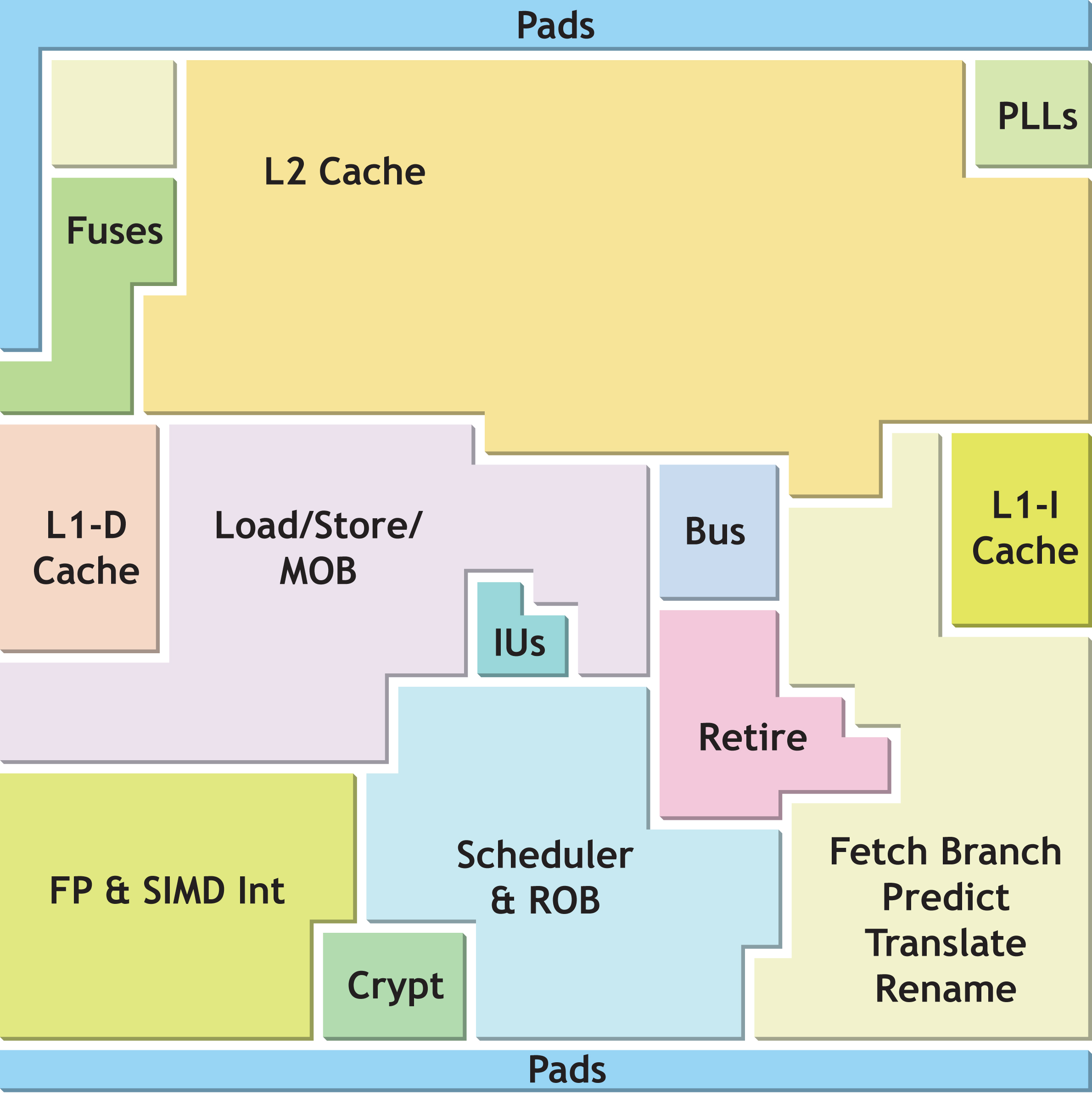
비아 이사야 아키텍처 도면.

- 800MHz~1333MHz의 V4 버스 속도
- ECC 지원
- 슈퍼스칼라 비순차적 명령 실행
- 가상화 기술 (인텔 호환 기능)
- 64KB L1 캐시 및 1MB L2 캐시
- VIA C7과 핀 호환.

## CPU 목록

### 데스크톱/모바일용 CPU
| 모델명 | 클럭    | L2캐시   | FSB      | 배수 | TDP  | 소비전력(Idle) | 소켓     | 출시 일자       | Part Number(s) |
| ------ | ------- | -------- | -------- | ---- | ---- | -------------- | -------- | --------------- | -------------- |
| L2200  | 1.6 GHz | 1024 KiB | 800 MT/s | 8X   | 17 W | 100 mW         | NanoBGA2 | 2008년 5월 29일 |                |
| L2100  | 1.8 GHz | 1024 KiB | 800 MT/s | 9X   | 25 W | 500 mW         | NanoBGA2 | 2008년 5월 29일 |                |

### 저전력 CPU
| 모델명 | 클럭     | L2캐시   | FSB      | 배수 | TDP   | 소비전력(Idle) | 소켓     | 출시 일자       | Part Number(s) |
| ------ | -------- | -------- | -------- | ---- | ----- | -------------- | -------- | --------------- | -------------- |
| U2300  | 1 GHz    | 1024 KiB | 533 MT/s |      | 5 W   | 100 mW         | NanoBGA2 | 2008년 5월 29일 |                |
| U2500  | 1.2 GHz  | 1024 KiB | 800 MT/s | 6×   | 6.8 W | 100 mW         | NanoBGA2 | 2008년 5월 29일 |                |
| U2350  | 1.3 GHz  | 1024 KiB | 800 MT/s | 6.5× | 8 W   | 100 mW         | NanoBGA2 | 2008년 5월 29일 |                |
| U2400  | 1.3+ GHz | 1024 KiB | 800 MT/s | 6.5× | 8 W   | 100 mW         | NanoBGA2 | 2008년 5월 29일 |                |

## 같이 보기
- 넷북